# Viser fra din oldefars tid
Viser fra din oldefars tid är ett musikalbum från 1976 av den danska sångerskan Trille.
Albumet, som innehåller danska skillingtryck, utgavs på skivbolaget Abra Cadabra (ABC 104). Albumet utgavs ursprungligen som LP, men återutgavs på CD 2008.

## Låtlista

### Sida 1
1. Dansens magt  4:18
2. Elfsborgvisen  3:21
3. Alperosen  3:43
4. Pigen der dansede sig ihjel  5:05
5. Skorstensfejeren og sidse  3:54

### Sida 2
1. Sømanden og den rige købmandsdatter  4:00
2. Amanda og Herman  2:14
3. Carl og Emma  5:13
4. Var jeg rig, jeg gifted mig i morgen  7:31